# Манастир Тополница
Манастир Тополница (рум. Mănăstirea Topolnița) је румунски православни манастир који се налази код села Скиту Тополницеј у жупанији Мехединци на југозападу Румуније. Смештен је у долини реке Тополнице, 20 километара од Дробета-Турну Северина. Недалеко од манастира налазе се остаци некадашње тврђаве Градец.
Манастирски комплекс обухвата стару цркву посвећену Усековању главе Светог Јована Крститеља, звоник, игуменарију, монашке келије и цркву брвнару посвећену Светом цару Константину и царици Јелени. Око манастирског комплекса су подигнуте зидине.
Манастир је мушки са 12 монаха, а садашњи игуман манастира је архимандрит Герасим Армулеску устоличен 28. децембра 2019. године.

## Историја
Манастир је подигао Свети Никодим Тисмански у 14. веку за врема војводе Радула I. Верује се да га је основао након подизања манастира Водица, а пре подизања манастира Тисмана 1378. године. Према локалном предању, Никодим је, напустивши манастир Водицу, тражио место за нов манастир посвећен Богородици, а зауставио се у долини Тополнице у којој је подигао манастир. На месту цркве коју је основао Никодим, бојари из династије Крајовешти су подигли цркву у 16. веку, а садашња црква потиче из 1646. године. Подигао ју је бојар Лупу Булига, који је манастирско имање добио од кнеза Матеја Басараба 12. фебруара 1646. године. Цркву су живописали Григоре Грекул и Дима Романул 1673. године у византијском стилу.
У оквиру манастирског комплекса налази се и црква брвнара која је првобитно изграђена у селу Спинени у Горжу 1832. године, а овде је премештена између 1992. и 1993. године када бива посвећена Светом цару Константину и царици Јелени.

## Историјски споменик
Манастирски комплекс је заштићен као историјски споменик од националног значаја. У комплекс спада:
- Црква Усековања главе Светог Јована Крститеља (1645—1646, на остацима цркве из 16. века)
- Игуменарија (из 17. века, са накнадним изменама)
- Гостопримница (из 17. века)
- Келије (из 17. века)
- Звоник (из 17. века)
- Зидине (из 17. века)
- Црква брвнара Светог цара Константина и царице Јелене (подигнута 1832)